# Grand Prix La Marseillaise 2018
La 39e édition du Grand Prix La Marseillaise a eu lieu le 28 janvier 2018. La course fait partie du calendrier UCI Europe Tour 2018 en catégorie 1.1. C'est également la première épreuve de la Coupe de France de cyclisme sur route 2018.

## Présentation

### Équipes
Classé en catégorie 1.1 de l'UCI Europe Tour, le Grand Prix d'ouverture La Marseillaise est par conséquent ouvert aux WorldTeams dans la limite de 50 % des équipes participantes, aux équipes continentales professionnelles, aux équipes continentales et aux équipes nationales.
Seize équipes participent à ce Grand Prix d'ouverture La Marseillaise : deux WorldTeams, dix équipes continentales professionnelles et quatre équipes continentales.
| WorldTeams (2)- FDJ - AG2R La Mondiale Équipes continentales professionnelles (10)- Cofidis, Solutions Crédits - Delko-Marseille Provence-KTM - Fortuneo-Samsic - Vital Concept - Direct Énergie - Sport Vlaanderen-Baloise - Vérandas Willems-Crelan - Wanty-Groupe Gobert - WB-Aqua Protect-Veranclassic - Euskadi Basque Country-Murias Équipes continentales (4)- Cibel-Cebon - Saint Michel-Auber 93 - Roubaix Lille Métropole - Amore & Vita-Prodir |
| |

## Classements final

### Classement général final
| \| Classement général \| Classement général \| Classement général \| Classement général \| Classement général \| \| Coureur \| Coureur \| Pays \| Équipe \| Temps \| \| ------------------ \| -------------------- \| ------------------ \| ---------------------------- \| ------------------ \| \| 1er \| Alexandre Geniez \| France \| AG2R La Mondiale \| 3 h 47 min 21 s \| \| 2e \| Odd Christian Eiking \| Norvège \| Wanty-Groupe Gobert \| + 0 s \| \| 3e \| Lilian Calmejane \| France \| Direct Énergie \| + 0 s \| \| 4e \| Jesús Herrada \| Espagne \| Cofidis, Solutions Crédits \| + 0 s \| \| 5e \| Guillaume Martin \| France \| Wanty-Groupe Gobert \| + 2 s \| \| 6e \| Rémy Di Grégorio \| France \| Delko-Marseille Provence-KTM \| + 3 s \| \| 7e \| Valentin Madouas \| France \| FDJ \| + 4 s \| \| 8e \| Romain Bardet \| France \| AG2R La Mondiale \| + 4 s \| \| 9e \| Tony Gallopin \| France \| AG2R La Mondiale \| + 13 s \| \| 10e \| Dimitri Claeys \| Belgique \| Cofidis, Solutions Crédits \| + 1 min 52 s \| |                      |          |                              |                 |
| |                      |          |                              |                 |
| Sources : ProCyclingStats Cycling Archives |                      |          |                              |                 |
| Classement général |                      |          |                              |                 |
| Coureur | Coureur              | Pays     | Équipe                       | Temps           |
| 1er | Alexandre Geniez     | France   | AG2R La Mondiale             | 3 h 47 min 21 s |
| 2e | Odd Christian Eiking | Norvège  | Wanty-Groupe Gobert          | + 0 s           |
| 3e | Lilian Calmejane     | France   | Direct Énergie               | + 0 s           |
| 4e | Jesús Herrada        | Espagne  | Cofidis, Solutions Crédits   | + 0 s           |
| 5e | Guillaume Martin     | France   | Wanty-Groupe Gobert          | + 2 s           |
| 6e | Rémy Di Grégorio     | France   | Delko-Marseille Provence-KTM | + 3 s           |
| 7e | Valentin Madouas     | France   | FDJ                          | + 4 s           |
| 8e | Romain Bardet        | France   | AG2R La Mondiale             | + 4 s           |
| 9e | Tony Gallopin        | France   | AG2R La Mondiale             | + 13 s          |
| 10e | Dimitri Claeys       | Belgique | Cofidis, Solutions Crédits   | + 1 min 52 s    |

## Classements UCI
La course attribue aux coureurs le même nombre des points pour l'UCI Europe Tour 2018 et le Classement mondial UCI.
| Position           | 1er | 2e | 3e | 4e | 5e | 6e | 7e | 8e | 9e | 10e | 11e | 12e | 13e à 15e | 16e à 25e |
| Classement général | 125 | 85 | 70 | 60 | 50 | 40 | 35 | 30 | 25 | 20  | 15  | 10  | 5         | 3         |

| 1  | Alexandre Geniez     | AG2R La Mondiale             | 125 |
| 2  | Odd Christian Eiking | Wanty-Groupe Gobert          | 85  |
| 3  | Lilian Calmejane     | Direct Énergie               | 70  |
| 4  | Jesús Herrada        | Cofidis                      | 60  |
| 5  | Guillaume Martin     | Wanty-Groupe Gobert          | 50  |
| 6  | Rémy Di Gregorio     | Delko Marseille Provence KTM | 40  |
| 7  | Valentin Madouas     | FDJ                          | 35  |
| 8  | Romain Bardet        | AG2R La Mondiale             | 30  |
| 9  | Tony Gallopin        | AG2R La Mondiale             | 25  |
| 10 | Dimitri Claeys       | Cofidis                      | 20  |